# Літо це лажа
' «Літо - ц лажа»'  (англ. Summer Sucks) - 8 епізод 2 сезону (№ 21) серіалу «Південний Парк». Його прем'єра відбулася 24 червня 1998 року.

## Сюжет
Настають літні канікули, але радості у хлопців це не викликає. Виявляється, при відсутності шкільних занять і снігу в  Саут-Парку рішуче нічим зайнятися. А коли в штаті Колорадо приймають закон про заборону піротехніки (після того, як один хлопчик з Норт-Парку постраждав під час вибуху), хлопці розуміють, що їм зовсім нічого робити, адже підривання феєрверків і петард було їхнім єдиною річною розвагою. Дізнавшись про цей закон,  Джимбо і  Нед відправляються в  Мексику за нелегальними святковими ракетами. У цей час мер Мекденіелс замість феєрверків вирішує використовувати на День незалежності дозволеного законом «димового змія» - за її розпорядженням в Саут-Парку споруджують найбільшу димову шашку в світі, плануючи запалити її на святі. Однак, будучи запаленим, цей «димовий змій» зовсім не збирається потухати, і щільний стовп попелу, що випускається ним, починає подорожувати по країні, руйнуючи все на своєму шляху.
Тим часом, Містер Гарісон засмучений пропажею свого постійного партнера -  пана Капелюха. Містер Гаррісон відправляється в Нью-Йорк на прийом до  доктора Катца, який пояснює, що пан Капелюх (у якого були гомосексуальні фантазії, пов'язані з містером Гаррісоном) насправді є проявом гомосексуального боку самого Гаррісона. Той збентежений і не знає, як на це реагувати. У цей час клініку доктора Каца руйнує димовий змій. Після цього ми бачимо коротку сценку з паном Капелюхом, який сидить в якійсь чоловічій лазні і спілкується з оголеними чоловіками.
Картман бере уроки плавання в шкільному басейні і стикається з неприємним фактом: першокласники пісяють в воду прямо перед ним. Джимбо і Нед затримані з феєрверками на мексиканському кордоні, але їм вдається втекти з в'язниці (завдяки димовому змію) і повернутися в Саут-Парк.
Хлопці, отримавши у дядька Джимбо дві святкові ракети, запускають їх. Ракети перебивають стовп диму від «димового змія». Він гасне, руйнування і хаос припиняються. Попіл падає з неба, нагадуючи чорний сніг, і все радісно починають розважатися по-зимовому, використовуючи попіл замість снігу. Містер Гаррісон з'являється вже з новим компаньйоном -  містером прутиком.
В кінці епізоду з відпустки повертається  Шеф. Він бачить, що все навколо вимазано до чорноти. Думаючи, що це прояв дискримінації, він збирається «надерти усім дупи».

## Смерть Кенні
Спочатку діти згадують, як грали з феєрверками ще в дитячому садку. При цьому хлопавка вибухає в руках у Кенні і вбиває його. Так як діти показані ще маленькими, то Стен говорить: «Боже мій, Кенні вбили», а Кайл відповідає: «О-о-о, покидьки». Потім гігантська піротехнічна змія майже потрапляє в Кенні. Він ухиляється і ховається під трибунами. Однак трибуни не витримують натиску змії і падають на Кенні.

## Зв'язок із культурним явищам
- З'являється в мультфільмі психотерапевт - головний герой мультсеріалу «Доктор Катц»[посилання 1]. Про те, що в епізоді мається на увазі персонаж саме цього мультфільму, свідчить його зовнішність і злегка тремтяче, характерне для цього мультфільму, зображення.
- Під час сцени, в якій димової змій виходить з-під контролю, Кайл піднімає свою скрипку і починає грати гімн « Nearer, My God, to Thee» у версії Bethany. Його підтримує Стен, і слідом продовжують грати всі учасники колективу. Це посилання на оркестр з корабля «Титанік», який, як вважається, грав під час аварії судна цю ж саму композицію.
- Згадана на нараді у мера пісня «У старої Мері є баран»[примітка 1], яку нібито непогано виконав шкільний оркестр на останньому виступі, є відсиланням до англійської дитячої пісні «Mary Had a Little Lamb ». Жарт полягає в порівнянні і іронії по відношенню до офіційної символіки: мотивуючи непоганим виконанням подібної простої і легковажної пісеньки шкільного оркестру пропонується виконати на святі марш « Зірки і смуги», один з серйозних державних символів США.

## Цікаві факти
- Вперше в серіалі з'являється Містер Прутик[посилання 1]. Містер Капелюх повернеться тільки в епізоді 214 «Врятувати Шефа»  (англ. Chef Aid) .
- Вперше в серіалі з'являється учень Кевін[посилання 1].
- Після того, як «димовий змій» потух, на задньому плані показаний сніг замість трави.
- Під час першої сцени в басейні в ньому разом з дітьми перебуває інопланетянин.